# برادويل (إلينوي)
برادويل (بالإنجليزية: Broadwell)‏ هي منطقة سكنية تقع في الولايات المتحدة في إلينوي.

## الموقع الجغرافي
الموقع الجغرافي للمناطق المحيطة بهذه النقطة هو كالتالي:

## أعلام
- إرنست كالفين وليامز